# درازگودال آمریکای میانی

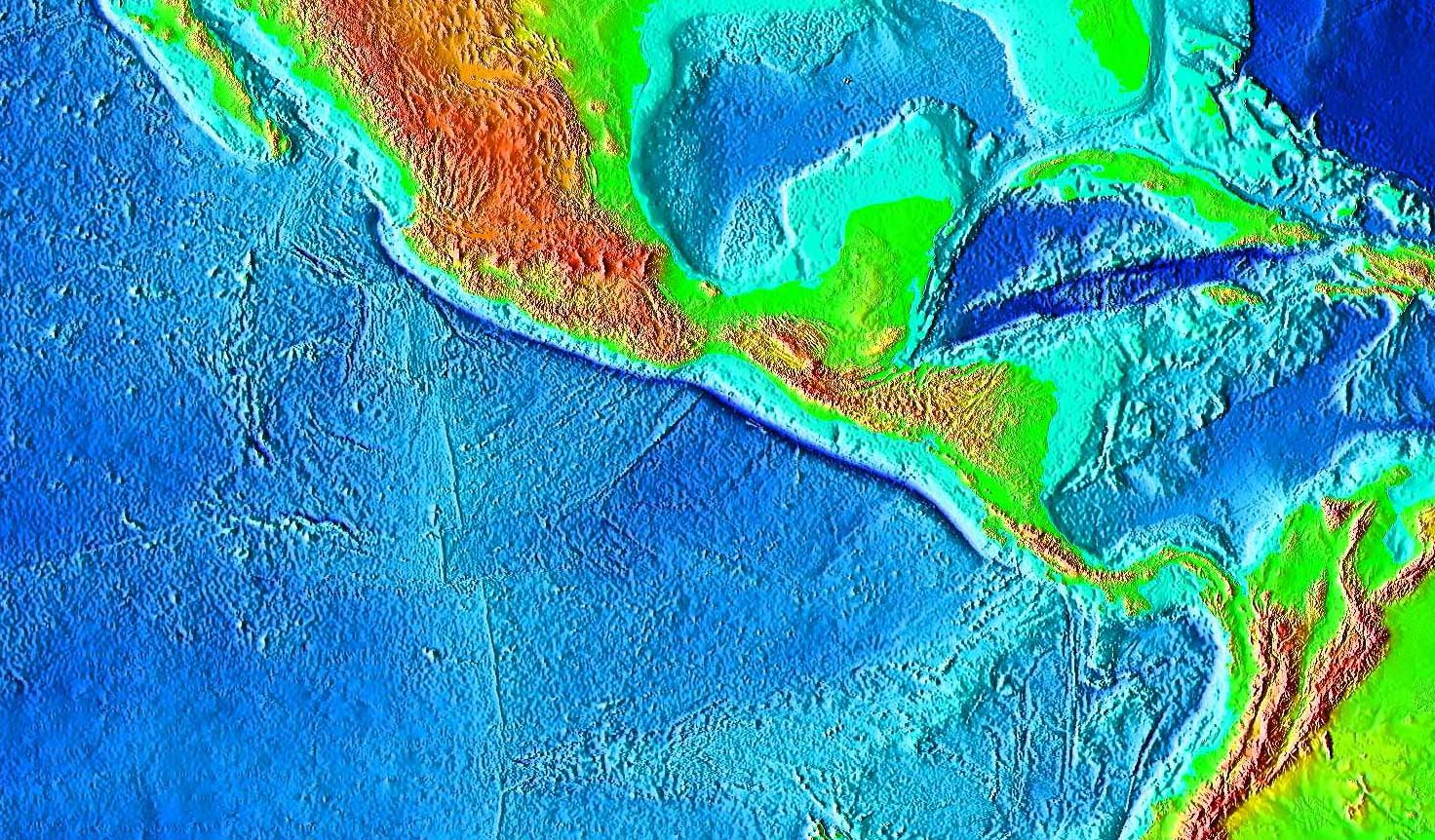
درازگودال آمریکای میانی با رنگ آبی تیره مشخص شده است.

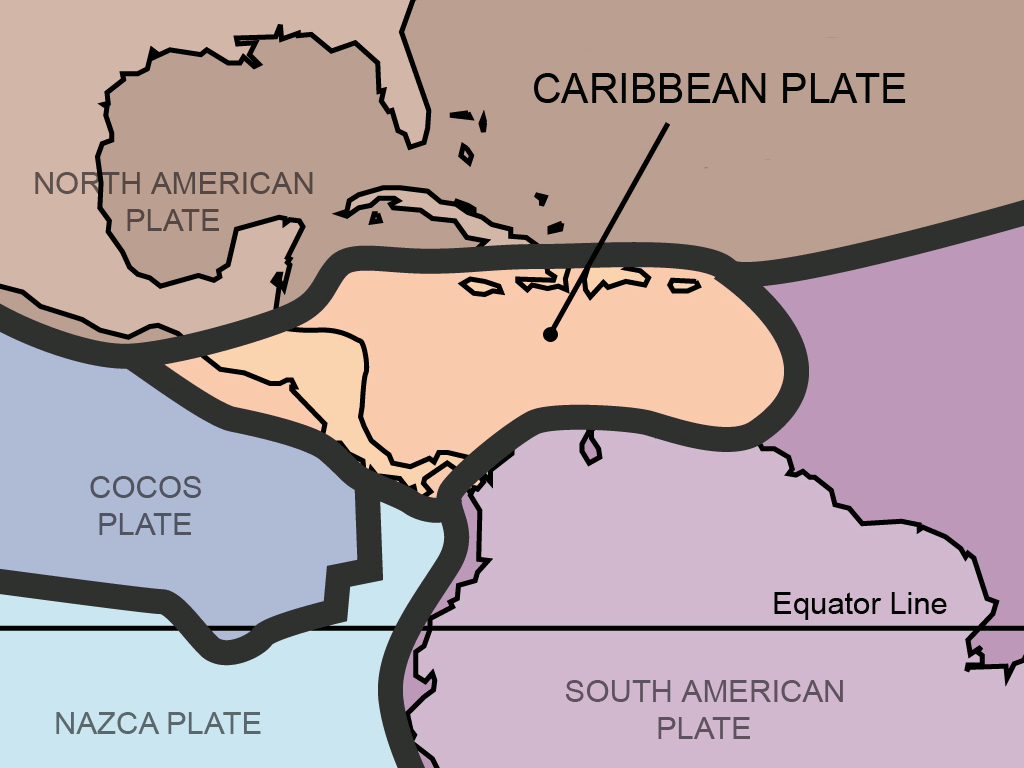
درازگودال آمریکای میانی در مرز همگرای صفحه‌های کوکوس، نازکا، آمریکای شمالی و کارائیب.

درازگودال آمریکای میانی (انگلیسی: Middle America Trench) یک منطقه فرورانش بزرگ و یک درازگودال اقیانوسی در شرق اقیانوس آرام و در سواحل جنوب‌غربی آمریکای میانی است که از مرکز مکزیک تا کاستاریکا کشیده شده است. طول این درازگودال ۲۷۵۰ کیلومتر (۱۷۰۰ مایل) و ژرفای آن در عمیق‌ترین نقطه، ۶۶۶۹ متر (۲۱۸۸۰ فوت) است. این درازگودال، هجدهمین درازگودال عمیق در جهان است.
درازگودال آمریکای میانی مرز میان صفحه‌های زمین‌ساختی ریورا، کوکوس و نازکا از یک سمت و صفحه‌های آمریکای شمالی و کارائیب از سمت دیگر است. بسیاری از زمین لرزه‌های بزرگ در محدوده درازگودال آمریکای میانی رخ داده است.